# Ilja Boerov
Ilja Aleksejevitsj Boerov (Russisch: Илья Алексеевич Буров) (Jaroslavl, 13 november 1991) is een Russische freestyleskiër. Hij vertegenwoordigde zijn vaderland op de Olympische Winterspelen 2014 in Sotsji. Hij nam onder olympische vlag deel aan de Olympische Winterspelen 2018 in Pyeongchang.

## Carrière
Bij zijn wereldbekerdebuut, in januari 2011 in Mont Gabriel, scoorde Boerov direct zijn eerste wereldbekerpunten. Op de wereldkampioenschappen freestyleskiën 2011 in Deer Valley eindigde hij als zestiende op het onderdeel aerials. In februari 2011 behaalde de Rus in Moskou zijn eerste toptienklassering in een wereldbekerwedstrijd. In Voss nam Boerov deel aan de wereldkampioenschappen freestyleskiën 2013. Op dit toernooi eindigde hij als negende op het onderdeel aerials. Tijdens de Olympische Winterspelen van 2014 in Sotsji eindigde hij als zestiende op het onderdeel aerials.
In december 2014 stond Boerov in Peking voor de eerste maal in zijn carrière op het podium van een wereldbekerwedstrijd. Op de wereldkampioenschappen freestyleskiën 2015 in Kreischberg eindigde hij als vijfde op het onderdeel aerials. Tijdens de Olympische Winterspelen van 2018 in Pyeongchang veroverde de Rus de bronzen medaille op het onderdeel aerials.
In Park City nam Boerov deel aan de wereldkampioenschappen freestyleskiën 2019. Op dit toernooi eindigde hij als tiende op het onderdeel aerials.

## Resultaten

### Olympische Spelen
| Jaar | Plaats      | Resultaten  |
| ---- | ----------- | ----------- |
| 2014 | Sotsji      | 16e Aerials |
| 2018 | Pyeongchang | Aerials     |

### Wereldkampioenschappen
| Jaar | Plaats      | Resultaten  |
| ---- | ----------- | ----------- |
| 2011 | Deer Valley | 16e Aerials |
| 2013 | Voss        | 9e Aerials  |
| 2015 | Kreischberg | 5e Aerials  |
| 2019 | Park City   | 10e Aerials |

### Wereldbeker
Eindklasseringen
| Seizoen   | Algm | AE  |
| --------- | ---- | --- |
| 2010/2011 | 77e  | 23e |
| 2011/2012 | 40e  | 16e |
| 2013/2014 | 77e  | 19e |
| 2014/2015 | 11e  | 4e  |
| 2015/2016 | 19e  | 5e  |
| 2017/2018 | 37e  | 7e  |
| 2018/2019 | 62e  | 14e |
| 2019/2020 | 44e  | 12e |